# Andrzej Zaucha (musicien)
Cet article concerne le chanteur disparu en 1991. Pour le journaliste, voir Andrzej Zaucha.
Andrzej Zaucha, né le 12 janvier 1949 à Cracovie et assassiné le 10 octobre 1991 dans la même ville, est un musicien (saxophone), chanteur et acteur polonais (jazz, rock, jazz-rock, pop).

## Biographie
Andrzej Zaucha est né à Cracovie le 12 janvier 1949.
Il a été tué le 10 octobre 1991 à 42 ans, par le metteur en scène français Yves Goulais, avec l'épouse de celui-ci, l'actrice Zuzanna Leśniak-Goulais, qu'il accusait d'être sa maîtresse.

## Discographie
avec Dżamble
- 1971 - Wołanie o słońce nad światem

solo
- 1983 - Wszystkie stworzenia duże i małe
- 1987 - Stare, nowe, najnowsze
- 1989 - Andrzej Zaucha
- 1991 - Kolędy w teatrze STU - avec Alicja Majewska